# Dombresson

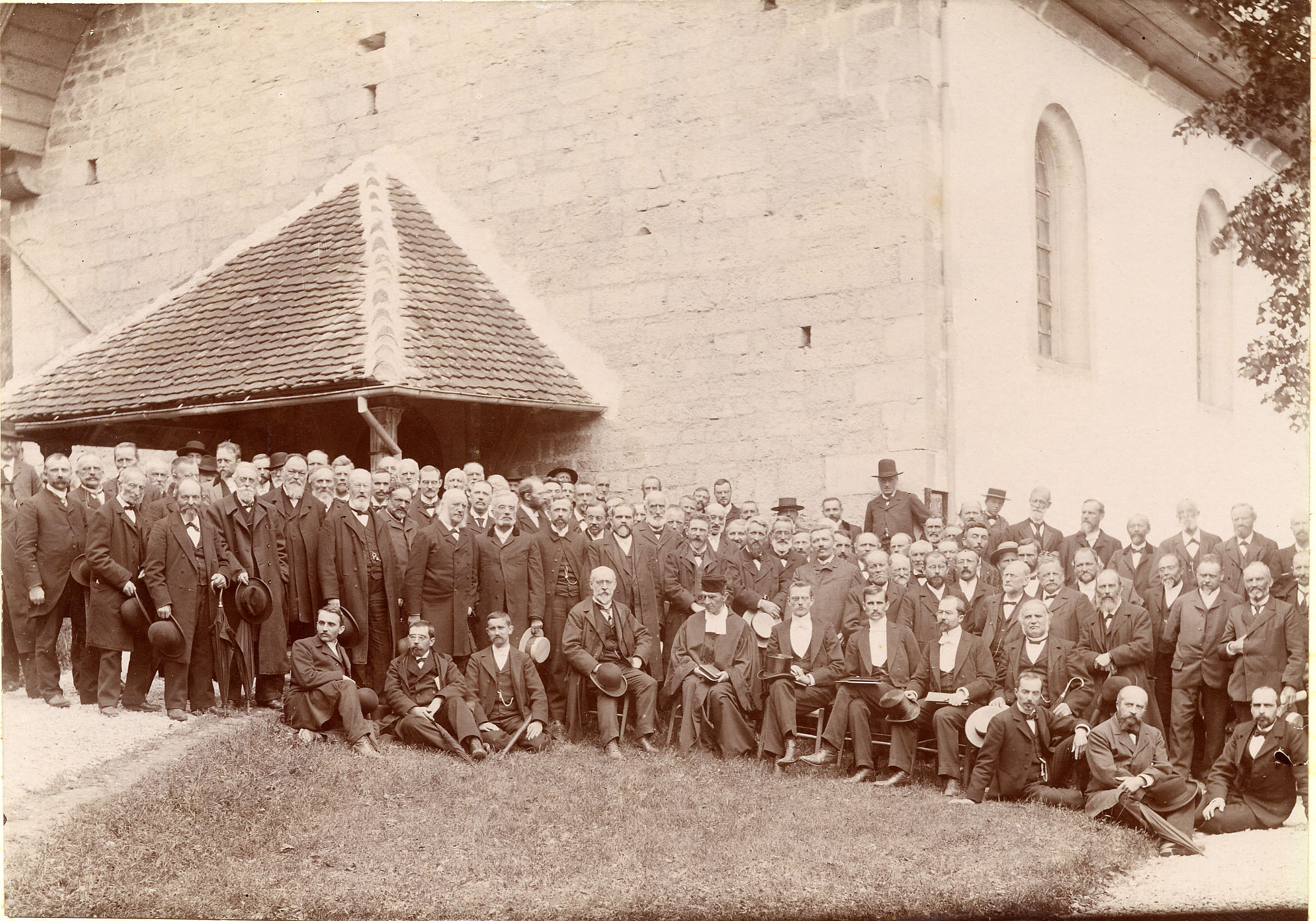
Synode de l'Église indépendante à Dombresson (Archives de l'État de Neuchâtel, cote : 66PHO-14.1).

Dombresson est une localité et une ancienne commune suisse du canton de Neuchâtel, située dans la région Val-de-Ruz.

## Géographie

Vue aérienne (1949).

L'ancienne commune de Dombresson mesurait 12,77 km2. 5,2 % de cette superficie correspond à des surfaces d'habitat ou d'infrastructure, 58,6 % à des surfaces agricoles, 36,0 % à des surfaces boisées et 0,3 % à des surfaces improductives.

## Histoire
Le 1er janvier 2013, la commune a fusionné avec celles de Boudevilliers, Cernier, Chézard-Saint-Martin, Coffrane, Engollon, Fenin-Vilars-Saules, Fontainemelon, Fontaines, Les Geneveys-sur-Coffrane, Les Hauts-Geneveys, Montmollin, Le Pâquier, Savagnier et Villiers pour former la nouvelle commune de Val-de-Ruz.

## Population

### Surnom
Les habitants de la commune sont surnommés les Bourdons.

### Démographie
Dombresson comptait 1 622 habitants fin 2023. Sa densité de population atteint 127 hab./km2.
Le graphique suivant résume l'évolution de la population de Dombresson entre 1850 et 2008 :